# Hermann von Schmid

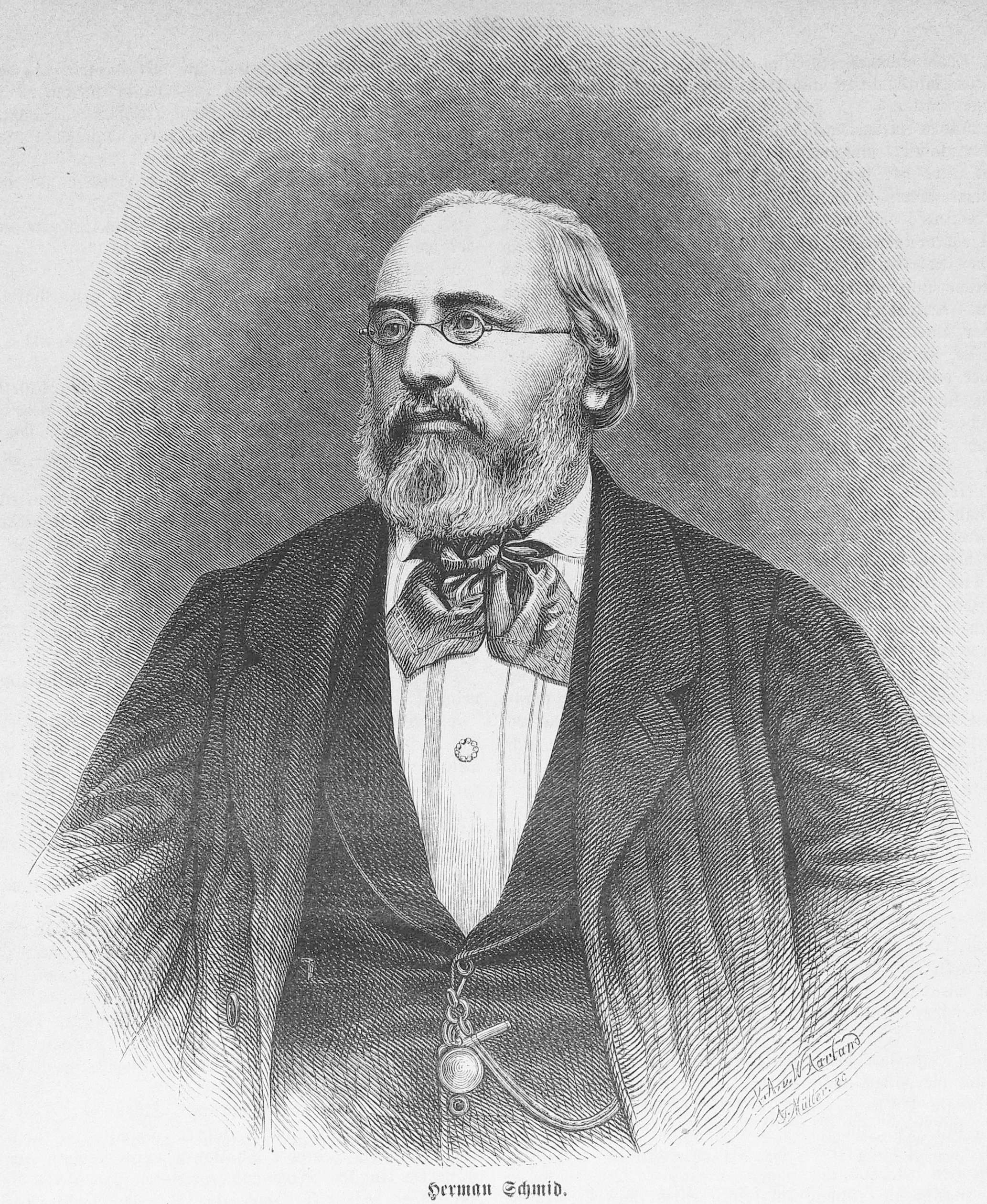
Hermann Schmid (Die Gartenlaube, 1867, S. 508).

Hermann Theodor Schmid, seit 1876 Ritter von Schmid (* 30. März 1815 in Waizenkirchen; † 19. Oktober 1880 in München) war ein deutscher Schriftsteller.

## Leben
Schmid studierte nach dem Besuch des Gymnasiums in Straubing von 1835 bis 1840 Jura an der Universität München. Er hatte nach dem Staatsexamen Stellen in der Justiz und Verwaltung u. a. in Würzburg, Dachau und Tittmoning inne, bevor er 1843 zunächst Polizeiaktuar, später Gerichtsassessor in München wurde. Hier wurden nach seinen Erstlingswerken Camoens und Bretislav mehrere dramatische Werke mit unterschiedlichem Erfolg aufgeführt.
Weil sich Schmid Johannes Ronges deutschkatholischer Bewegung angeschlossen und zudem von seiner Frau hatte scheiden lassen, wurde er 1850 in den Ruhestand versetzt. Um seinen Lebensunterhalt zu verdienen, arbeitete er zunächst für einen Rechtsanwalt und verfasste Theaterkritiken, später erhielt er eine Stelle als Konzipist, die ihm mehr Freiheit für seine literarische Arbeit ließ. 1853 veröffentlichte er eine zweibändige Gesamtausgabe seiner dramatischen Werke.
Nachdem Edmund Hoefer in seinen Hausblättern einige seiner Erzählungen veröffentlicht hatte, wurde der Verleger der Gartenlaube, Ernst Keil, auf ihn aufmerksam und gewann ihn als Autor für die Zeitschrift. Durchschlagenden Erfolg hatte er mit der Dorf- und Räubergeschichte Huberbäuerin (1860), der in rascher Folge eine Reihe von historischen und Bauernromanen und -erzählungen folgte. Eine neunzehnbändige Ausgabe seiner Gesammelten Schriften erschien zwischen 1867 und 1869.
Schmid wurde bereits von Maximilian II. gefördert, und Ludwig II. verlieh ihm 1869 den Verdienstorden vom Heiligen Michael. Im Folgejahr übertrug er ihm die Leitung des Volkstheaters am Gärtnerplatz, und 1876 verlieh er ihm den Verdienstorden der Bayerischen Krone und damit den persönlichen Ritterstand. Da er als Theaterleiter wenig geeignet war, wurde er später auf eigenen Wunsch von dieser Funktion unter Gewährung eines Ehrensoldes entbunden.

## Werke
- Camoens, Drama, 1843
- Bretislav, Drama, 1843
- Karl Stuart I., Trauerspiel, 1845
- Herzog Christoph der Kämpfer, Drama, 1847
- Straßburg (oder Eine deutsche Stadt) 1849
- Liebesring, Opernlibretto, 1847
- Columbus, 1857
- Fürst und Stadt (1858, später unter dem Titel Münchener Kindeln)
- Huberbäuerin, 1860
- Das Schwalberl, Bauernroman, 1860
- Theuerdank, Lustspiel, UA 1861
- Mohrenfranzel. Alte und Neue Geschichten aus Bayern, Erzählungen, 1861
- Mein Eden, Roman, 1862
- Die Türken in München, Roman 1862
- Der Kanzler von Tirol, Roman in drei Bänden, 1863
- Im Morgenroth, Roman, 1864
- Der Jägerwirth von München, Roman, 1864
- Almenrausch und Edelweiß, Roman, 1864
- Im Morgenrot. Eine Münchener Geschichte aus der Zeit Max Joseph's III, 1864
- Baierischen Geschichten aus Dorf und Stadt, Erzählungen, 2 Bände, 1864
- Der bayrische Hiesel. Volks-Erzählung, 1865
- Friedel und Oswald, Roman in drei Bänden, 1866
- Der Tatzelwurm, Volksstück, 1866
- Der Habermeister, 1867
- Almenrausch und Edelweiß, Volksstück, 1867
- Sankt Barthelmä, Roman, 1868
- Mütze und Krone, Roman in fünf Bänden, 1869
- Das Münchener Kindel. Erzählung aus der Zeit des Kurfürsten Ferdinand Maria, 1874
- Concordia, Roman in fünf Bänden, 1875
- Der Bauernrebell. Roman aus der Tirolergeschichte, 1876
- Winland oder die Fahrt um's Glück, lyrisches Epos, 1876
- Mohrenfranzl. In: Deutscher Novellenschatz. Hrsg. von Paul Heyse und Hermann Kurz. Bd. 16. 2. Aufl. Berlin, [1910], S. 88–178. In: Weitin, Thomas (Hrsg.): Volldigitalisiertes Korpus. Der Deutsche Novellenschatz. Darmstadt/Konstanz, 2016. (Digitalisat und Volltext im Deutschen Textarchiv)
- Zum grünen Baum, Roman, unvollendet